# 小行星16250
小行星16250（16250 Delbó）是一颗绕太阳运转的小行星，为主小行星带小行星。该小行星于2000年4月26日发现。

## 轨道参数
小行星16250的轨道半长轴为2.3116147 UA，离心率为0.149。